# Gillis Schagen
Gillis Schagen (Alkmaar, 24 juni 1616 - aldaar, 18 april 1668) was een Noord-Nederlandse kunstschilder in de Gouden Eeuw. Hij schilderde voornamelijk historiestukken, genrevoorstellingen en portretten.
Gillis was de zoon van Pieter Jansz Schagen, lid van de vroedschap, en Maritgen Gillis Oudensteyn. Hij maakte deel uit van de in Alkmaar invloedrijke familie Schagen en was onder andere directeur van de weeshuizen in de stad. Op 17 februari 1641 trouwde hij in Alkmaar met Maria Bosch.
Zijn schildersopleiding kreeg hij onder meer bij Salomon van Ravesteyn en Pieter Cornelisz. Verbeeck. In 1636 werd hij vermeld als lid van het Sint-Lucasgilde in Alkmaar. Het jaar daarop reisde hij naar Danzig, waar hij portretten schilderde van Nederlandse handelaren. In dezelfde periode verbleef hij ook in Elbing, waar hij volgens de biograaf Houbraken werd ontvangen door hofschilder Bartholomeus Strobel en werd geïntroduceerd bij de Poolse koning Władislaus IV, wiens portret hij schilderde. In 1638 keerde hij terug naar zijn geboorteplaats.
In 1639 verliet hij Nederland per oorlogsschip naar Dieppe in Frankrijk. Dit deed hij om soldaten in de onveilige grensregio’s te vermijden. Later verbleef hij in Orléans en Parijs, waar hij verschillende portretten schilderde, waaronder die van de kinderen van Bally, Seigneur van Ivry. Ook maakte hij in Parijs kopieën van werken van Michelangelo en Rubens.
Op de terugweg per schip was hij getuige van de Zeeslag bij Duins, waarbij de Nederlandse admiraal Maerten Harpertsz. Tromp de Tweede Spaanse Armada vernietigde.
Van 1641 tot 1648 verbleef hij in Alkmaar, waarna hij na de Vrede van Münster een reis naar Brabant maakte in gezelschap van admiraal Philips van Dorp. Vervolgens reisde hij naar Luik en Keulen. Na zijn reizen keerde hij terug naar Alkmaar, waar hij tot aan zijn dood in 1668 werkzaam was.
- Bibliothèque nationale de France: cb14962002p (data)
- Biografisch Portaal: 75979830
- Digitale Bibliotheek voor de Nederlandse Letteren: scha116
- Gemeinsame Normdatei: 138117772
- International Standard Name Identifier: 0000 0000 8005 8923
- RKD-Nederlands Instituut voor Kunstgeschiedenis: 70120
- Union List of Artist Names: 500030212
- Virtual International Authority File: 88179470